# Harald Wolff (Schauspieler)
Harald Otto Walther Wolff, auch Harold Wolf (* 11. Januar 1909 in Barmen; † Juni 1977) war ein deutscher Schauspieler und Synchronsprecher.

## Leben
Harald Wolff, geboren 1909 in Barmen, absolvierte nach seinem Abitur zuerst eine Lehre als Kaufmann, bevor er ins Schauspielfach wechselte. Seine erste Filmrolle spielte Wolff 1939 in Helmut Käutners Komödie Kitty und die Weltkonferenz. Meist war er jedoch an Theaterbühnen aktiv.
Nach dem Krieg spielte er neben Auftritten in deutschen Filmen auch in verschiedenen internationalen Filmproduktionen mit, unter anderem 1951 in dem US-amerikanischen Kriegsdrama Entscheidung vor Morgengrauen von Regisseur Anatole Litvak; 1956 in der französischen Filmkomödie Zwei Mann, ein Schwein und die Nacht von Paris von Claude Autant-Lara; 1957 in Maurice Labros Literaturverfilmung Spione neben Henri Vidal, Barbara Laage oder Lino Ventura und 1964 in Jacques Demys Musical Die Regenschirme von Cherbourg. oder 1972 in Constantin Costa-Gavras Politthriller Der unsichtbare Aufstand.
Darüber hinaus lieh Wolff als Synchronsprecher über die Jahrzehnte seine Stimme vielen international bekannten Schauspielkollegen. In den 1960er Jahren lieh er Desmond Llewelyn als Q in den James-Bond-Filmen Goldfinger und Feuerball die Stimme; und Charles Boyer in der Bond-Parodie Casino Royale aus dem Jahre 1967. Auch Vincent Price (Der Todesschrei der Hexen) und Claude Rains (Robin Hood, König der Vagabunden) wurden von Wolff synchronisiert.

## Filmografie (Auswahl)
- 1939: Kitty und die Weltkonferenz
- 1951: Entscheidung vor Morgengrauen (Decision Before Dawn)
- 1952: Geheimakten Solvay
- 1956: Zwei Mann, ein Schwein und die Nacht von Paris (La traversée de Paris)
- 1957: Spione (Action immédiate)
- 1957: Jean (Fernsehfilm)
- 1957: Die Katze (La chatte)
- 1958: Das Geheimnis der Dame in Weiß (Le désordre et la nuit)
- 1961: Le Sahara brûle
- 1962: Carillons sans joie
- 1963: Interpol (Fernsehserie) : Der Trick mit dem Schlüssel
- 1964: Die Regenschirme von Cherbourg (Les parapluies de Cherbourg)
- 1964: Abenteuerliche Geschichten: Flucht in den Tod (Fernsehserie)
- 1966: Django – schwarzer Gott des Todes (Starblack)
- 1972: Der unsichtbare Aufstand (État de siège)